# دييغو بينيتو إراولا ري
دييغو بينيتو إراولا ري (بالإسبانية: Diego Benito Rey)‏ (25 أغسطس 1988 في إسبانيا - ) هو لاعب كرة قدم إسباني في مركز الوسط. لعب مع خيتافي ب ورايو فايكانو ب ورايو فايكانو ونادي ألباسيتي ونادي إلتشي.

## وصلات خارجية
- دييغو بينيتو إراولا ري على موقع قاعدة بيانات كرة القدم.إي يو (الإنجليزية)
- دييغو بينيتو إراولا ري على موقع Soccerbase.com (لاعب) (الإنجليزية)
- دييغو بينيتو إراولا ري على موقع Soccerway.com (الإنجليزية)
- دييغو بينيتو إراولا ري على موقع عالم كرة القدم.نت (الإنجليزية)
- دييغو بينيتو إراولا ري على موقع AS.com (الإسبانية)